# 타니 맥콜
타니 맥콜(Tanee McCall, 1981년 4월 17일 ~ )은 미국의 배우, 댄서, 영화배우이다.
로스앤젤레스에서 태어났다.

## 영화
- 블러드 브라더 (2018년)
- 루저스 (2010년) - 졸렌 역
- 버레스크 (2010년)
- 헤어스프레이 (2007년)
- 코치 카터 (2005년)
- 유 갓 서브드 (2004년) - 토야 역